# La maledicció de l'escorpí de Jade
La maledicció de l'escorpí de Jade  (títol original: The Curse of the Jade Scorpion) és una pel·lícula estatunidenca escrita i dirigida per Woody Allen, estrenada l'any 2001. Ha estat doblada al català.

## Argument
C. W. Briggs (Woody Allen) és l'investigador estrella de la companyia North Coast, quan l'amo d'aquesta, Chris Magruder (Dan Aykroyd), confia a Betty Ann Fitzgerald (Helen Hunt) — que acaba d'entrar a la firma i que és d'altra banda secretament la seva amant —, una missió de modernització i de rendibilització dels recursos. Una guerra de nervis s'instal·la entre Briggs i Fitzgerald, que descriu els seus mètodes «arcaics».
En el transcurs d'una vetllada de cabaret a la qual tots són convidats, el màgic Voltan hipnotitza els dos enemics i porta a continuació C. W. Briggs després del seu despertar, a participar, sota hipnosi i sense saber-ho, en una sèrie de robatoris facilitats pel coneixement dels dossiers d'assegurança de les persones robades.

## Repartiment
- Woody Allen: C. W. Briggs
- Helen Hunt:: Betty Ann Fitzgerald
- Dan Aykroyd: Chris Magruder
- Brian Markinson: Al
- Wallace Shawn: George Salt
- John Schuck: Mize
- Charlize Theron: Laura Kensington
- David Ogden Stiers: Voltan
- Elizabeth Berkley: Jill

## Banda original
- In A Persian Market, per Wilbur de París
- Sophisticated Lady, per Duke Ellington
- Two Sleepy People, per Earl Hines
- Tuxedo Junction, per Dick Hyman
- How High the Moon, per Hyman
- Flatbush Flanagan, per Harry James
- Sunrise Serenade, per Glenn Miller

## Al voltant de la pel·lícula
- Anys després, Woody Allen confessarà la seva vergonya cap a aquest film: « He fet un treball de porcs (...). I el més humiliant, és que jo mateix sóc molt dolent. (...) Aquest film és una catàstrofe de la qual sóc totalment responsable. ».[3]
- La cantant francesa Dimie Cat ret homenatge al director del film amb el títol Woody Woody, tret de l'àlbum ZigZag[4]
- Box-office: El film ha informat 18 milions de dòlars a tot el món.